# Кириллин, Алексей Юрьевич
Алексей Юрьевич Кириллин (18 апреля 1970 — 31 января 2000) — военный лётчик, оператор вертолёта Ми-24 отдельной вертолётной эскадрильи Ленинградского военного округа, капитан, Герой Российской Федерации.

## Биография
Родился 18 апреля 1970 года в городе Сызрань ныне Самарской области. По национальности — русский. В 1987 году окончил среднюю школу № 19 города Сызрани и школу юных космонавтов им. В. М. Комарова.
В 1991 году окончил Сызранское высшее военное авиационное училище лётчиков. С октября 1991 года проходил службу на Украине. С июня 1992 года — в Приволжском военном округе. С 1994 года служил во 2-й гвардейской общевойсковой армии в 437-м отдельном вертолётном полку на должностях штурмана звена, командира вертолёта Ми-24. В сентябре 1997 года поступил в распоряжение командующего Ленинградским военным округом в 485-й отдельный вертолётный полк.
С сентября 1999 года проходил службу и выполнял задачи в составе Объединённой группировки войск по проведению контртеррористических операций на территории Северо-Кавказского региона Российской Федерации. Выполнил 214 боевых вылетов. В ноябре 1999 года за мужество и отвагу, проявленные при уничтожении бандитов, награждён орденом Мужества.
31 января 2000 года, в районе населённого пункта Хорсеной, вертолёт Ми-24 с экипажем в составе майора А. А. Завитухина и капитана А. Ю. Кириллина был сбит во время участия в задании по прикрытию вертолёта Ми-8 поисково-спасательной службы, занимавшегося поиском и эвакуацией группы разведчиков. Оба члена экипажа погибли.
Указом Президента РФ № 1285 от 11.07.2000 г. за мужество и героизм, проявленные при исполнении воинского долга в Северо-Кавказском регионе, майору А. А. Завитухину и капитану А. Ю. Кириллину присвоено звание Героев России (посмертно).
Похоронен в городе Сызрань на кладбище «Батрацкая гора».
4 декабря 2000 года командующий войсками Приволжского военного округа генерал-полковник Анатолий Сергеев передал «Золотую звезду Героя России» вдове Алексея Кириллина.

## Награды
- Герой Российской Федерации (2000 год)
- Орден Мужества (1999)
- Орден «За заслуги перед Отечеством» 2-й степени с мечами
- медаль Нестерова

## Память
- Именем Героя названа средняя общеобразовательная школа № 19 города Сызрань.
- В посёлке Алакуртти Мурманской области на территории воинской части установлен памятник героическому экипажу.
- Именем Героя названа школа № 17 в посёлке Алакуртти.